# 巴莫扁鱂
巴莫扁鱂，為輻鰭魚綱鯉齒目鰕鱂亞目鰕鱂科的其中一種，為熱帶淡水魚，分布於非洲賴比瑞亞及獅子山西南部淡水流域，體長可達7公分，棲息在沿岸平原沼澤底中層水域，生活習性不明，可作為觀賞魚。

## 擴展閱讀
維基物種上的相關：巴莫扁鱂